# Carl Wilson
Carl Dean Wilson (21 de desembre de 1946 – 6 de febrer de 1998) fou un cantant, guitarrista i compositor nord-americà, conegut sobretot per ser membre fundador, guitarra solista i de vegades cantant principal dels Beach Boys. Wilson fou el cantant principal en algunes de les cançons més reeixides dels Beach Boys, com "Good Vibrations" i "God Only Knows".
Era el germà petit dels altres Beach Boys Dennis i Brian Wilson i cosí de Mike Love. Va entrar al Rock and Roll Hall of Fame amb la resta del grup l'any 1988. Fins pocs mesos abans de morir de càncer l'any 1998, Wilson va participar en gires i gravacions amb els Beach Boys i en diversos projectes en solitari.

## Primers anys i carrera amb The Beach Boys
Carl Dean Wilson va néixer a Hawthorne, Califòrnia, i era el fill més petit d'Audree Neva i Murry Gage Wilson. De ben petit ja va començar a practicar harmonies guiat pel seu germà Brian, que sovint cantava a la cambra de música familiar amb la seva mare i germans. L'interès de Wilson per la guitarra provenia de la seva admiració per Chuck Berry i, ben aviat, va aprendre a tocar la guitarra juntament amb el seu veí David Marks, que també col·laborava el grup de garatge que acabaria convertint-se en els Beach Boys. Mentre Brian perfeccionava l'estil vocal del grup i la base de teclats, l'estil "chuck-berrià" de Wilson es va convertir en un dels distintius dels primers Beach Boys. Va fer 15 anys quan el primer èxit del grup, "Surfin'" va esclatar localment a Los Angeles, i el seu pare i mànager, Murry Wilson (que s'havia venut el negoci per mantenir el grup dels seus fills), li va comprar una guitarra Fender Jaguar. Wilson va créixer clarament com a músic i cantant amb les primers gravacions del grup i el so original "surf" va evolucionar ràpidament cap a la sofisticació rock de "Fun, Fun, Fun", gravat el 1964 quan Wilson tenia 17 anys. A finals de 1964 ja diversificava, afavorint la Rickenbacker de 12 cordes que també utilitzava Roger McGuinn per definir el so de the Byrds i per George Harrison de The Beatles durant aquesta època. Dave Marsh, a The Rolling Stone Illustrated History of Rock & Roll (1976), afirmava que Pete Townshend de The Who va expandir tant el R&B com el rock blanc "influït fortament pel Beach Boy Carl Wilson...".
Wilson va fer la veu principal en algunes de les cançons dels tres primers anys, com "Summertime Blues" (en duet amb David Marks), "Louie, Louie" (partint-se la veu principal amb Mike Love), "Pom Pom Play Girl", "All Dressed Up for School", i "Girl Don't Tell Me". Encara que tots els membres del grup tocaven a les primeres gravacions, Brian Wilson va començar a llogar músics de sessió experts perquè toquessin els acompanyaments a partir de 1965. Al contrari que els altres membres del grup, Wilson sovint tocava amb els músics de sessió. També gravava les seves parts de guitarra solista durant les sessions vocals dels Beach Boys, amb la guitarra endollada directament a la taula de mescles. La seva guitarra se sent perfectament en cançons com "Girl Don't Tell Me" de 1965 i "That's Not Me" de 1966.
Després de la seva dinàmica interpretació de "God Only Knows" el 1966, Wilson va passar a ser cada cop més la veu principal del grup, paper que abans havien dominat Mike Love i Brian Wilson. Va fer de solista a moltes cançons dels àlbums Smiley Smile i Wild Honey, i als senzills d'èxit "Good Vibrations", "Darlin'", i "Wild Honey". La versió que va fer el 1969 de "I Can Hear Music" fou la primera gravació dels Beach Boys que va produir ell sol.
Quan en Brian va deixar de fer gires el 1965, Carl va convertir-se en el líder del grup a l'escenari: els contractes d'aquella època estipulaven que els promotors contractaven "Carl Wilson i quatre músics més". El 1969, Carl Wilson ja s'havia convertit en el líder de fet del grup a l'estudi de gravació, produint la major part dels discos 20/20, Sunflower, Surf's Up, Carl and the Passions – "So Tough" (el títol del qual reconeixia el seu lideratge del grup en aquest punt) i Holland.
Encara que Wilson havia escrit cançons instrumentals de surf per al grup al principi, no es va consolidar com a compositor fins al disc de 1971 Surf's Up, per al qual va compondre "Long Promised Road" i "Feel Flows", amb lletra del que llavors era el mànager del grup, Jack Rieley. Wilson considerava que "Long Promised Road" era la seva primera cançó de veritat. A finals dels anys 70, el seu lideratge dins del grup va anar disminuint, degut a la breu recuperació de Brian com a productor del grup, i també pels seus propis problemes d'addiccions. No obstant, va continuar sent una veu destacada i recognoscible dins del grup, ajudat en les tasques de producció a Brian al disc Love You.
Com a productor i vocalista, la feina de Wilson no es va limitar als Beach Boys. Durant els anys 70, també va produir discos per a altres artistes, com Ricci Martin (el fill de Dean Martin) i el grup sud-africà The Flame, dos membres del qual van ser temporalment part dels Beach Boys. Va fer veus d'acompanyament en moltes obres, com als èxits de Chicago "Baby, What a Big Surprise" i "Wishing You Were Here" (amb Al Jardine i el seu germà Dennis Wilson), "Don't Let the Sun Go Down on Me" d'Elton John (amb Bruce Johnston), la versió de "California Girls" de David Lee Roth, "Desperados Under the Eaves" de Warren Zevon, i una cançó de Nadal de les seves nebodes Carnie i Wendy Wilson. També va gravar un duet amb Olivia Newton-John, titulat "You Were Great, How Was I?", per al seu disc "Soul Kiss" de 1985.
La seva influència i importància com a cantant en la música popular són reconegudes àmpliament. El contratenor Iestyn Davies, en una entrevista a la BBC de 2009, va parlar de la seva interpretació a "Good Vibrations" dient "[aquest] meravellós solo alt masculí; exactament el mateix so que sentiries d'un bon cantant en una catedral o en un escenari d'òpera barroca. És un so meravellós".

## Discografia en solitari
A principis dels anys 80, regnava el caos als Beach Boys; el grup s'havia dividit en diferents bàndols. Frustrat amb la lentitud per gravar material nou i la desgana d'assajar, Wilson va plegar temporalment del grup el 1981.
De seguida va gravar i publicar un disc en solitari, que va ser ben rebut, Carl Wilson, compost en la major part de cançons rock'n'roll coescrites amb Myrna Smith-Schilling, que havia fet els cors amb Elvis Presley i Aretha Franklin i era la dona del que llavors era el seu mànager, Jerry Schilling. L'àlbum va arribar a entrar en llistes, i el segon senzill, "Heaven", va arribar als 20 primers a la llista de "Adult Contemporani". També va emprendre una gira en solitari per promocionar el disc, convertint-se en el primer membre dels Beach Boys que ho feia. Al principi, va tocar en locals com The Bottom Line a Nova York i the Roxy a Los Angeles. Més endavant, es va ajuntar a la gira dels Doobie Brothers fent de teloner de la seva gira de 1981.
Wilson va gravar un segon disc en solitari, Youngblood, en condicions semblants, però quan es va publicar el 1983, ja havia tornat amb els Beach Boys. Encara que Youngblood no va entrar en llistes, el senzill "What You Do To Me" va arribar al número 72, fent de Carl Wilson el segon Beach Boy que havia col·locat un senzill al Top 100 en solitari. També va fer el Top 20 a la llista d'Adult Contemporani. Als concerts dels Beach Boys durant els anys 80, Wilson sovint tocava aquesta cançó i "Rockin' All Over the World" (del mateix disc), així com "Heaven" del disc de 1981. "Heaven" sempre s'anunciava com a homenatge al germà Dennis, que s'havia ofegat el desembre de 1983. L'àlbum de 1985 dels Beach Boys contenia moltes cançons compostes per Carl, i també cantades com a veu solista.
El 1988, els Beach Boys van aconseguir el seu major èxit en més de vint anys amb "Kokomo", que va arribar al número 1 de les llistes americanes. Mike Love n'era coautor, i Carl Wilson feia els cors principals. Després d'això, Love va anar dominant les gravacions del grup, i va convertir-se en la força motriu del disc de 1993 Summer in Paradise, el primer i únic disc dels Beach Boys on Brian Wilson no hi va participar de cap manera. El 1993, Wilson va declarar que la seva esperança era tornar a gravar material de Brian Wilson. "Parlo per mi:", va dir al periodista, "jo només vull gravar música inspirada".
Wilson va continuar fent gravacions al llarg dels anys 90, i participant ensusiàsticament en les gravacions del seu germà Brian, "Soul Searchin'" i "You're Still a Mystery", dirigides per Don Was. Aquestes cançons es van concebre com a base d'un disc de Brian Wilson/Beach Boys que al final no es va arribar a fer. També va gravar l'àlbum Like a Brother amb Robert Lamm i Gerry Beckley, mentre continuava fent gires amb els Beach Boys fins als últims mesos de la seva vida.

## Vida personal i mort
Wilson era una persona molt espiritual, i sovint parlava del que anomenava la seva "connexió amb l'Esperit". Els rituals de pregària eren una part important de la seva vida i, segons en Brian, es feien "sessions de pregària" abans de les gravacions de Pet Sounds per demanar una guia superior en la música. Wilson es va declarar objector de consciència i va rebutjar de quintar-se per anar a l'Exèrcit durant la Guerra del Vietnam. El 1988, va convertir-se en pastor del Moviment de Consciència Interior Espiritual.
Es va casar dos cops - primer amb Annie Hinsche, la germana d'un músic d'acompanyament freqüent dels Beach Boys, Billy Hinsche, i després amb la filla de Dean Martin, Gina (nascuda el 20 de desembre de 1956). Amb Annie, Wilson va tenir dos fills, Justyn (nascut el 1971) i Jonah (nascut el 1969). Fou durant el trencament del seu primer matrimoni que va escriure "Angel Come Home" que, segons el coautor Geoffrey Cushing-Murray, explicava el patiment de Wilson per la separació de la seva dona durant les contínues gires amb els Beach Boys. El seu casament amb Gina va durar fins a la seva mort, i sempre l'acompanyava en totes les gires.
Fumava des dels 13 anys, i se li va diagnosticar càncer de pulmó quan va emmalaltir a la seva casa de vacances de Hawaii a principis de 1997. Malgrat la malaltia, va continuar actuant durant la quimioteràpia. Va tocar i cantar durant tota la gira d'estiu dels Beach Boys, que va acabar la tardor de 1997. Durant les actuacions, s'asseia en un tamboret. La seva veu única i evocadora no el va deixar mai, i sempre s'aixecava per cantar "God Only Knows".

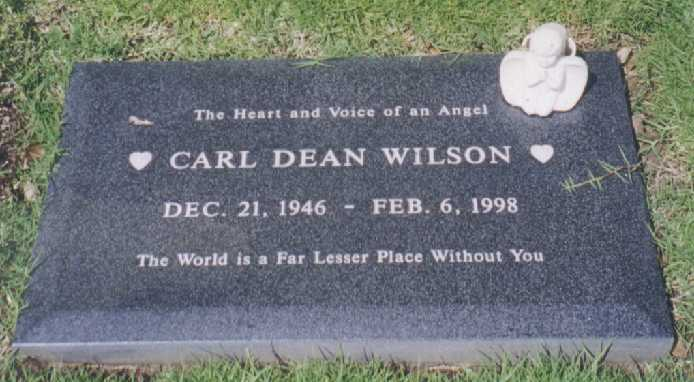
Làpida de Carl Wilson a la seva tomba.

Wilson va morir de càncer a Los Angeles acompanyat per la seva família el 6 de febrer de 1998, només dos mesos després de la mort de la seva mare, Audree Wilson. Està enterrat al Westwood Village Memorial Park Cemetery de Los Angeles.
A part del disc de Beckley-Lamm-Wilson album Like a Brother, que al final es va publicar l'any 2000, han continuat apareixent gravacions de Carl Wilson. Al disc de 2004 Getting' in Over My Head, de Brian Wilson, hi surt la veu de Carl treta de la cançó inèdita dels Beach Boys "Soul Searchin'", amb un nou acompanyament gravat per Brian. La versió original dels Beach Boys, rescatada d'un intent de gravació d'un disc a finals de 1995, es va acabar publicant el 2013 a la caixa Made in California, juntament amb una altra cançó de 1995 titulada "You're Still a Mystery", on també hi surt Carl al cor. Al primer àlbum en solitari del company de grup Al Jardine, A Postcard From California, de 2010, també hi surt una cançó reconstruïda de manera semblant, "Don't Fight The Sea", amb una de les últimes veus que va gravar en Carl. També se'l pot sentir a totes les publicacions dels Beach Boys que s'han anat fent en els últims anys, destacant la veu central a The Smile Sessions, publicada el novembre de 2011.
Durant la gira del cinquantè aniversari dels Beach Boys, una part de l'espectacle es dedicava a la memòria de Dennis i Carl Wilson. El grup harmonitzava amb pistes de veu de Carl cantant "God Only Knows", i de Dennis cantant "Forever", mentre es projectaven imatges dels dos germans en una pantalla gran darrere de l'escenari.

## Discografia en solitari
| 1981 | Carl Wilson - Publicat: 1981 - Discogràfica: Caribou Records - Cançons: Hold Me; Bright Lights; What You Gonna Do About Me?; The Right Lane; Hurry Love; Heaven; The Grammy; Seems So Long Ago                                                                          | 185 |
| 1983 | Youngblood - Publicat: 1983 - Discogràfica: Caribou Records - Cançons: What More Can I Say; She's Mine; Givin' You Up; One More Night Alone; Rockin' All Over The World; What You Do To Me; Young Blood; Of The Times; Too Early To Tell; If I Could Talk To Love; Time | —   |

### Senzills als Estats Units
| Data de publicació | Títol                                    | Discogràfica    | Posició en llistes      |
| Març de 1981       | "Hold Me"/"Hurry Love"                   | Caribou Records | no va entrar en llistes |
| Juny de 1981       | "Heaven"/"Hurry Love"                    | Caribou Records | no va entrar en llistes |
| Març de 1983       | "What You Do To Me"/"Time"               | Caribou Records | #72 – Billboard Hot 100 |
| Juliol de 1983     | "Givin' You Up"/"It's Too Early to Tell" | Caribou Records | no va entrar en llistes |

### Senzills al Regne Unit
| Data de publicació | Títol                      | Discogràfica    | Posició en llistes      |
| Abril de 1981      | "Heaven"/"The Right Lane"  | Caribou Records | no va entrar en llistes |
| Maig de 1983       | "What You Do to Me"/"Time" | Caribou Records | no va entrar en llistes |

## Beckley-Lamm-Wilson
- "Like a Brother" (2000)